# Carlos Mérida

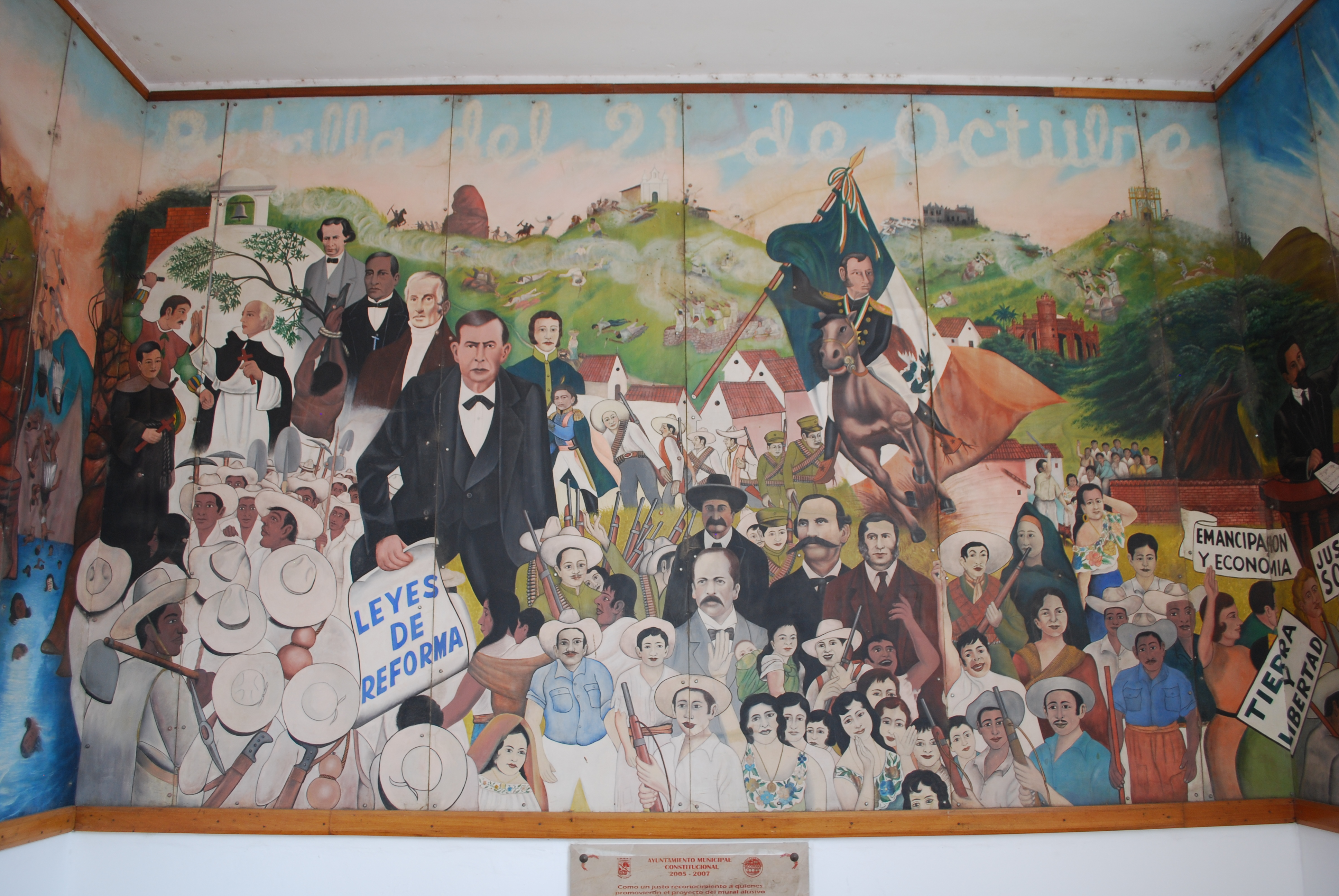
Wandgemälde im Rathaus (palacio municipal) von Chiapa de Corzo

Carlos Mérida (* 2. Dezember 1891 in Guatemala-Stadt; † 22. Dezember 1984 in Mexiko-Stadt) war ein guatemaltekisch-mexikanischer Maler, Lithograf und bekannter Vertreter des Muralismo.

## Biografie
Carlos Méridas Eltern stammten aus Quetzaltenango, wo er zunächst auch aufwuchs. Im Jahr 1909 zog die Familie nach Guatemala-Stadt, wo er die weiterführende Schule beendete und zunächst Musik studierte. Dieses Studium musste er aufgrund einer krankheitsbedingten Hörschwäche einstellen und wandte sich den darstellenden Künsten durch ein Studium am Instituto de Artes y Artesanias zu. Er lernte unter anderem den Schriftsteller Jaime Sabartés und den Maler Carlos Valenti kennen. Mit Letzterem ging er im Jahr 1910 nach Paris, wo er auch die Bekanntschaft mit Pablo Picasso machte und ab 1912 an der Académie Vitti bei  Kees van Dongen und Hermenegildo Anglada Camarasa lernte. In Europa erschoss sich der befreundete Valenti. Mérida selbst kehrte 1914 zurück nach Guatemala, wo er erstmals ausstellte. Im Jahr 1919 heiratete er Dalila Gálvez entgegen dem Willen ihrer Familie, was der Grund für die Auswanderung nach Mexiko war.
In Mexiko befasste er sich mit mexikanischer Wandmalerei. Anfang der 1920er Jahre arbeitete er zusammen mit Diego Rivera an den Wandbildern des „Bolívar“-Amphitheaters der Escuela Nacional Preparatoria. Wie auch Amado de la Cueva, Ramón Alva Guadarrama, Xavier Guerrero, Fernando Leal, José Revueltas und Germán Cueto gehörte er der von David Alfaro Siqueiros mit Diego Rivera gegründeten Unión de Trabajadores Técnicos, Pintores y Escultores an. Mit dem Motiv „Rotkäppchen und die vier Elemente“ entstand 1923 sein erstes eigenes Wandbild an der Kinderbibliothek des Secretaría de Educación Pública. Als er von 1927 bis 1929 erneut nach Paris ging, lernte er Paul Klee und Joan Miró kennen. Nach seiner Rückkehr wurde er Kunstdirektor der Galerie am Teatro Nacional de México. Beeinflusst von den beiden Künstlern malte er fortan überwiegend figurenlos.
Bei seinen Gemälden selbst verwendete er später immer wieder indigenes Rindenholzpapier. Im Jahr 1940 nahm er an der Ausstellung internationaler Surrealisten in Mexiko teil. Ab 1942 unterrichtete er am North Texas State Teachers College in Denton, aus dem die heutige University of North Texas hervorging. Gegen Ende der 1940er erforschte er weitere Kunstrichtungen; infolge entstanden Wandbilder und Glasmosaikbilder mit konstruktivistischem Einfluss, unter anderem auch in seinem Heimatland Guatemala. Seiner Liebe zur Musik blieb Mérida trotz seines Hörschadens zeitlebens verbunden und beteiligte sich an der Gründung der Tanzschule des Secretaría de Educación Pública, deren Direktor er auch war. In Guatemala-Stadt trägt das Museum für moderne Kunst seinen Namen als Zusatz.

## Weitere bekannte Werke (Auswahl)
- Wandbild am „Benito-Juárez“-Gebäude, Mexiko-Stadt (1952)
- Wandbild am Alianza-Versicherungsgebäude, Mexiko-Stadt (1953)
- Wandbild an der Stadthalle von Guatemala-Stadt (1956)